# Abborrselet
Abborrselet är en sjö i Bräcke kommun i Jämtland och ingår i Ljungans huvudavrinningsområde. Sjön har en area på 0,464 kvadratkilometer och ligger 239 meter över havet. Abborrselet ligger i Gimån, Uppströms Holmsjön Natura 2000-område. Sjön avvattnas av vattendraget Gimån.

## Delavrinningsområde
Abborrselet ingår i det delavrinningsområde (697193-150149) som SMHI kallar för Utloppet av Abborrselet. Medelhöjden är 303 meter över havet och ytan är 6,56 kvadratkilometer. Räknas de 241 avrinningsområdena uppströms in blir den ackumulerade arean 2 485,52 kvadratkilometer. Gimån som avvattnar avrinningsområdet har biflödesordning 2, vilket innebär att vattnet flödar genom totalt 2 vattendrag innan det når havet efter 144 kilometer. Avrinningsområdet består mestadels av skog (83 procent). Avrinningsområdet har 0,46 kvadratkilometer vattenytor vilket ger det en sjöprocent på 7 procent.